# Massacra
Massacra fue una banda francesa de death metal fundada en 1986 en Francoville por el vocalista y guitarrista Fred "Death" Duval, el guitarrista líder Jean-Marc Trisani, el bajista Pascal Jorgensen y el baterista Chris Palengat. Las letras de sus canciones tratan a menudo sobre la muerte, la violencia, el genocidio y la destrucción.

## Historia
Después de grabar tres demos en la década de los ochenta, se llegó a un acuerdo con la productora Shark Records de Alemania, y así lanzaron a finales de 1990 su primer éxito Final Holocaust. Pero luego del lanzamiento de su disco Enjoy the Violence (donde después de su lanzamiento, la banda pierde su formación inicial debido a que el baterista Chris Palengat deja la banda, contratando así al baterista Matthias Limmer) y su disco Signs of the Decline, la banda termina su contrato con la productora Shark Records.
Tuvieron que firmar con la productora Phonogram, pero la banda decide no reeditar las mismas canciones que habían hecho famosa a la banda. Al momento de su cuarto álbum de estudio "Sick", la banda cambia de estilo notoriamente a un sonido más thrash metal, dando cada cierto tiempo aires parecidos a lo que hacia Metallica, con la voz de Ron Broder más agresivo a lo largo de las canciones. Una interesante apuesta, pero una gran decepción para los tempranos fanes de la banda que esperaban algo más death/thrash metal. Luego de este álbum el baterista Matthias Limmer deja la banda y así es contratado el baterista BjÖrn Crugger.
El año 1995 la banda termina su quinto álbum de estudio llamado Humanize Human con Björn Crugger en la batería; en este registro se aprecia el cambio hacia un sonido más groove metal.
El 6 de junio de 1997, el guitarrista y vocalista Fred "Death" Duval muere a la edad de 29 años debido a un cáncer a la piel, disolviéndose la banda, aunque algunos de los exintegrantes formaron una banda de metal industrial llamada Zero Tolerance.

## Discografía
- Legion of Torture - Demo del año 1987
- Final Holocaust - Demo del año 1988
- Nearer From Death - Demo del año 1989
- Final Holocaust - Álbum del año 1990
- Enjoy the Violence - Álbum del año 1991
- Signs of the Decline - Álbum del año 1992
- Sick - Álbum de 1994
- Humanize Human - Álbum de 1995
- Apocalyptic Warriors Pt.1 - Compilación del año 2000

## Integrantes
- Voz, guitarra: Fred "Death" Duval (1986–1997)
- Guitarra: Jean-Marc Tristani (1986–1997)
- Bajo: Pascal Jorgensen (1986–1997)
- Batería: Chris Palengat (1988–1991)
- Batería: Matthias Limmer (1992–1994)
- Batería: Björn Crugger (1995–1997)